# Chiscani
Chiscani is een Roemeense gemeente in het district Brăila. De gemeente bestaat uit drie dorpen: Chiscani zelf en Vărsătura liggen aan de Donau; en het kuuroord Lacu Sărat dat ligt aan het zoutmeer Lacul Sărat.
Chiscani telt 5612 inwoners.